# Grand nu debout
Grand nu debout  est une toile de Joan Miró peinte à Paris en 1921 dans l'atelier de la rue Blomet.

## Contexte
Commencée sans doute en mars 1921, elle inaugure une période pendant laquelle le peintre va cesser de « serrer au plus près la forme », comme il l'a fait dans l'Autoportrait, délaissant le réalisme appliqué qu'il a employé peu avant dans Portrait d'une danseuse espagnole pour aborder la stylisation franche.

## Description
Comme beaucoup d'autres toiles de cette période, le tableau réunit des éléments contradictoires qui ont une homogénéité très particulière. L'encadrement noir forme une sorte de niche peinte dans laquelle le nu semble abrité. Cet encadrement noir est allégé d'un filet gris sur sa partie droite. Sur fond gris légèrement bleuté, le modèle semble posé sur un socle noir en forme de trapèze auquel répond un autre trapèze, plus large, de couleur verte avec un rectangle jaune à l'intérieur. La représentation du pubis est d'un réalisme assez cru, tandis que les seins, représentés l'un de face par un cercle blanc et un point rouge, l'autre de profil par un cône blanc surmonté de rouge, semblent détachés du corps.
« Le traitement vigoureux qu'il fait subir aux pieds et à la main gauche pourrait s'apparenter à un certain réalisme symbolique ou social. »
Selon Jacques Dupin, on peut considérer cette toile comme l'aboutissement des nus première manière : « certains éléments de forme, certains détails, un climat, préfigurent de la façon la plus frappante les peintures fantastiques des prochaines années. »